# Good Automated Manufacturing Practice
Der „Good Automated Manufacturing Practice Supplier Guide for Validation of Automated Systems in Pharmaceutical Manufacture“ (kurz: GAMP) wurde im Jahre 1994 vom Pharmaceutical Industry Computer Systems Validation Forum (PICSVF), welches sich später in Good Automated Manufacturing Practice Forum (GAMP) umbenannte, in Zusammenarbeit mit der International Society for Pharmaceutical Engineering (ISPE)  veröffentlicht. Dieser Leitfaden hat sich zum Standardregelwerk für die Validierung computergestützter Systeme in der pharmazeutischen Industrie (Hersteller und Zulieferer) entwickelt. Die GAMP-Regelwerke haben jedoch keine gesetzliche Bindung. Deshalb sind davon abweichende Formen der Validierung von computerisierten Systemen möglich, was bei vielen Systemen sinnvoll ist.
In Ergänzung werden Good Practice Guides zu speziellen Aspekten erstellt, zum Beispiel der Guide „Validation of Process Control Systems“.
Seit Ende Februar 2008 ist die Version 5 (GAMP 5) verfügbar. Das Dokument muss käuflich erworben werden. Im Dezember 2008 wurde dieser Leitfaden (GAMP 5) ins Deutsche übersetzt. Seit Mitte 2009 ist ebenso eine elektronische Version erhältlich.
Die aktuelle Version GAMP®5 2nd Edition (mit Erweiterungen der Anhänge) wurde Ende Juli 2022 veröffentlicht.
Bemerkung: Fälschlicherweise wird manchmal der GAMP 5 als eine behördliche Richtlinie angesehen. Es ist ein anerkannter Standard als Leitfaden für die Validierung.

## Aufbau
Das GAMP-5-Dokument ist hierarchisch aufgebaut. Die Validierungsthemen werden in einem allgemeinen Teil komplett dargestellt und man wird auf vier verschiedene Hauptanhänge verwiesen, welche die einzelnen Themen im Detail behandeln. Für eine weitere Spezialisierung werden unterhalb des GAMP 5 weitere sogenannte Good Practice Guides publiziert, welche diese Themen weiter beinhalten.
Good Practice Guides in der Reihenfolges des Erscheinens (Liste ist nicht vollständig und wird nicht aktualisiert):
- GAMP Good Practice Guide: Calibration Management
- GAMP Good Practice Guide: Validation of Process Control Systems (Neue Version für 2009 geplant)
- GAMP Good Practice Guide: Validation of Legacy Systems
- GAMP Good Practice Guide: A Risk-Based Approach to Compliant Electronic Records and Signatures
- GAMP Good Practice Guide: Validation of Laboratory Computerized Systems
- GAMP Good Practice Guide: IT Infrastructure Control and Compliance
- GAMP Good Practice Guide: Global Information Systems Control and Compliance
- GAMP Good Practice Guide: Testing of GxP Systems
- GAMP Good Practice Guide: Electronic Data Archiving